# Museo Textil de Oaxaca
El Museo Textil de Oaxaca es un museo textil ubicado en el Centro Histórico de Oaxaca de Juaréz en la Avenida Hidalgo 917. El museo es albergado en la Casa Antelo.

## Historia
La Casa Antelo inicialmente fue parte del huerto del Convento de Santo Domingo Soriano (anterior al Convento de San Pablo) establecido en 1529. Miguel de Bustamante fue el primer propietario de la finca de donde se encuentra actualmente el museo, donde construyó una casa de adobe de un solo piso, entre los años 1764 y 1771. Ángel de Antelo y Bermúdez compró la propiedad, en donde se dedicó a la exportación de grana y además demolió el edificio de adobe y mando a construir uno nuevo de dos pisos. El edificio sirvió en el Siglo XIX como el Hospital de Bélen.
En 2002 el interior del edificio fue destruido, y en 2006, la Fundación Alfredo Harp Helú Oaxaca. A.C. adquirió y remodeló el recinto. El Museo Textil de Oaxaca fue inaugurado el 19 de abril de 2008.

## Colecciones
El museo exhibe alrededor de 7 mil piezas, distribuidas en nueve colecciones privadas permanentes, dedicadas a los textiles oaxaqueños, mexicanos y del mundo. Los textiles más antiguos son del Siglo XIX. Entre la colección destacan prendas como el tlàmachtēntli, un fragmento de huipil hecho con hilo emplumado, además de fajas, cenidores, y rebosos de varias regiones del país.

### Lista de colecciones
| - Colección Alejandro de Ávila - Colección Ernesto Cervantes - Colección Humberto Arellano Garza - Colección Madeline Humm de Mollet - Colección María Isabel Grañén Porrúa | - Colección Octavia Schoendube de Boehm - Colección Paul Poudade - Colección Sarasvati Ishaya - Colección Tony y Roger Johnston |

## Encuentro de Textiles Mesoamericanos
El "Encuentro de Textiles Mesoamericanos" (TEXTIM) es un evento realizado en el museo donde se promociona a los fabricadores de textiles, y además, se conmemora a un artista, del cual se expone su colección. La primera edición se realizó entre el 17 y 18 de octubre de 2014 y solo se han realizado cuatro ediciones:
- TEXTIM I: Dedicado a Irmgard Weitlaner Johnson.[9]
- TEXTIM II: Dedicado a Justina Oviedo Rangel.[10]
- TEXTIM III: Dedicado a Ernesto Cervantes.[11]
- TEXTIM IV: Dedicado a Francisco Toledo.[12]

## Instalaciones

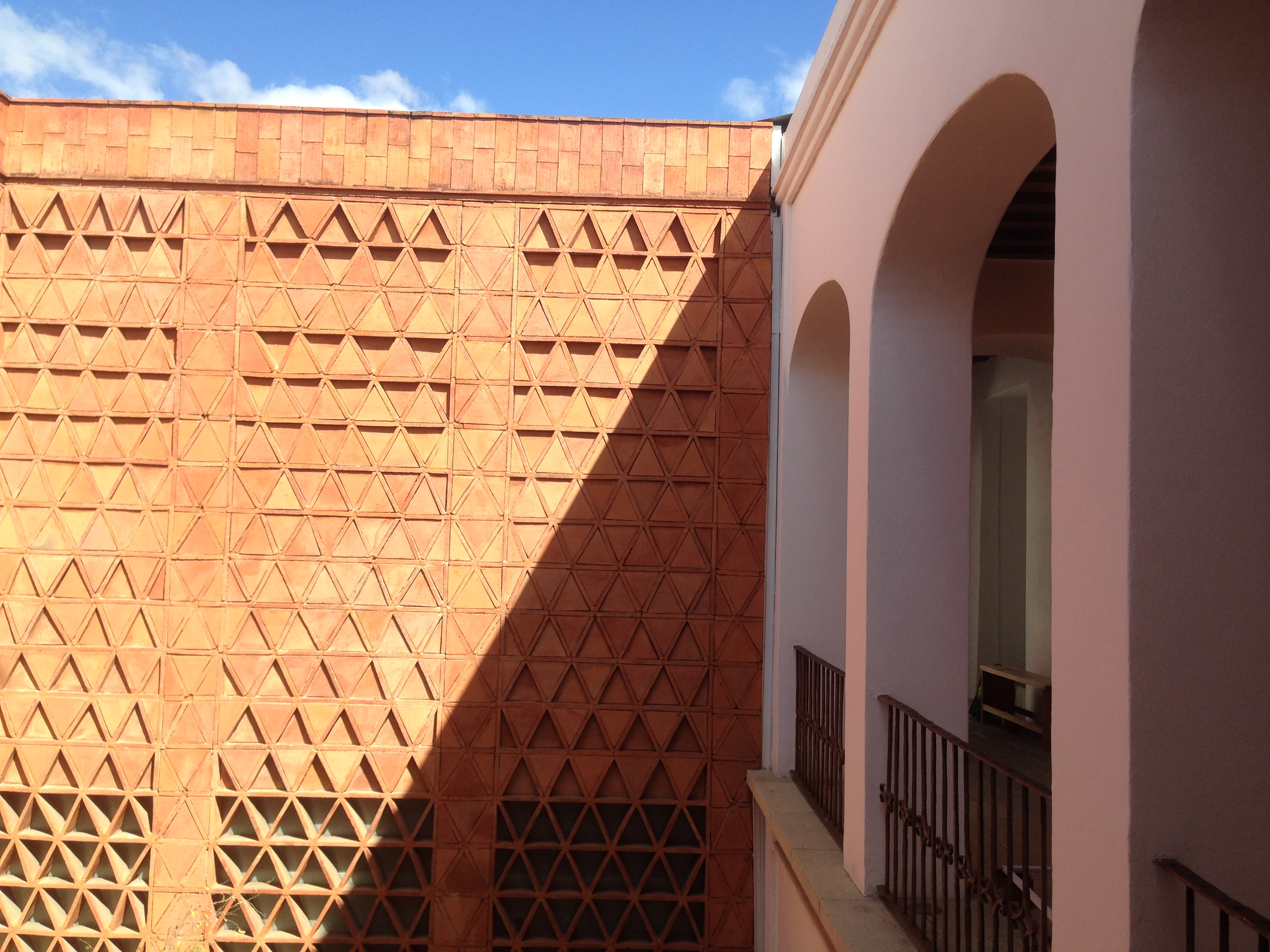
Interior del Museo Textil de Oaxaca